# Pengő Tamás
Pengő Tamás (Berettyóújfalu, 1980. szeptember 17.) magyar testépítő és személyi edző. Jelenleg nem versenyzik, hanem más versenyzőket támogat, köztük Dudás Ádámot, Molnár Péter, személyi edzettje volt Gáspár Győző is. Nem kizárt hogy újra kezdi a versenyzést.

## Tanulmányai
1987 és 1995 között a berettyóújfalui Toldi Miklós Általános Iskola, 1995 és 1999 között a berettyóújfalui Arany János Gimnáziumban tanult, majd 1999 és 2001 között a Miskolci Rendészeti Szakközépiskolába járt, 2008-ban szerzett testépítő és személyi edző oklevelet.

## Pályafutása
2001-ben vett részt első jelentősebb versenyein. Nyert junior magyar bajnokságot, MLO Olimpiát, részt vett a Herkules Kupán, a W.A.B.B.A. Európa-bajnokságon rövid felkészülés után hetedik lett 2007-ben. 2009. május 16.-án megrendezendő Szuper Kupára készült, utána a N.A.C. világbajnokságon akart indulni, ahol cél a dobogós helyezés megszerzése volt.

### Napjainkban
Jelenleg a Hajdú-Bihar vármegyei kisvárosban, Berettyóújfaluban él. Volt egy saját konditerme (Cornelius & Penge Gym). Az ország egész területén, de főleg Budapesten és Debrecenben szokott edzeni.

## Eredmények

### Testépítés
- 2010 Nagyváradi nemzetközi kupa 1. helyezés (abszolút bajnok)
- Herkules Kupa 2. helyezés
- 2007 W.A.B.B.A. Európa-bajnokság 7. helyezés
- 2002 MLO Olimpia +80 kg 3. helyezés
- 2001 MLO Olimpia 21 év alatt +80 kg 1. helyezés (abszolút bajnok)
- 2001 Superbody Grand Prix 7. helyezés
- 2001 Hardbody Magyar bajnokság 90 kg 4. helyezés

### További versenyek amin részt vett
- 2003 Tisza kupa Testépítés +80 kg

## Külső hivatkozások
1. Adatlap a body.builder.hu oldalon
2. Pengő Tamás a Herkules kupáról (audio) Archiválva 2014. november 8-i dátummal a Wayback Machine-ben
3. Visszalépésének okai Archiválva 2014. november 8-i dátummal a Wayback Machine-ben
4. Pengő Tamás készül a 2009-es kupára
5. Pengő Tamás világbajnok akar lenni
6. Berettyóújfalu bajno